# José Baviera
José Luis Baviera Navarro (Valencia, 17 de agosto de 1906-Ciudad de México, 13 de agosto de 1981) fue un actor español

## Carrera
Empezó su carrera como médico. Posteriormente combatió como soldado en la guerra civil española. En 1940 emigró a México junto a otros actores, llegando al puerto de Coatzacoalcos a bordo del Santo Domingo el 13 de julio de 1940
Interpretó a Poncio Pilato en cuatro películas mexicanas: Jesús de Nazareth de 1942, María Magdalena de 1945, Reina de reinas también de 1945, y El mártir del calvario de 1952 con Enrique Rambal. Hizo el papel del «yori» (blanco) Néstor Ariza en el filme Lola Casanova de 1949, dirigido por Matilde Landeta. 

### Muerte
Murió en 1981 murió a causa de un paro cardíaco.

## Filmografía parcial
- El mártir del calvario (1952)
- El mundo de los vampiros (1960)
- El ángel exterminador (1962)